# O Goshi
O Goshi(大腰) – jeden z 40 rzutów opracowanych przez Jigoro Kano. Pochodzi z grupy Dai Ikkyo listy tradycyjnych rzutów - Gokyo No Waza Kodokanu. Jest również zaliczany do 67 rzutów z listy Kodokanu. Pochodzi z grupy rzutów biodrowych - Koshi Waza
O Goshi jest również rzutem z listy Danzan Ryu's Nagete